# Vladimir Pachouto
Vladimir Terentievitch Pachouto (en russe : Владимир Терентьевич Пашуто), né le 19 avril 1918 à Petrograd et mort le 10 juin 1983 à Moscou, est un historien médiéviste soviétique, membre correspondant depuis 1976 de l'Académie des sciences d'URSS.

## Biographie
Vladimir Pachouto est diplômé en histoire de l'Université d'État de Leningrad en 1941. Il est membre du Parti communiste depuis 1947. En 1948, il rejoint le personnel de l'Institut d'histoire de l'Académie des sciences d'URSS en 1948, renommé en 1969 Institut d'histoire de l'URSS.  Il est élu membre correspondant de cette Académie en 1976.

## Œuvre
Historien marxiste, Vladimir Pachouto s'est spécialisé dans l'histoire de la Lituanie et la Russie médiévale, en particulier dans leurs politiques étrangères. Il a contribué à mettre en lumière un certain nombre de sources étrangères liées à l'histoire médiévale de la Russie. Son approche a été développée par une équipe de disciples éminents dont Alexander Nazarenko.
- En 1958, dans sa monographie La Genèse de la Lituanie, il fait valoir que c'est la pression des invasions germaniques qui ont forcé les tribus disparates lituaniennes à forger un État unifié connu sous le nom du Grand-duché de Lituanie.
- Pashuto est crédité en tant que consultant sur plusieurs films traitant de la Russie médiévale dont Andreï Roublev d'Andreï Tarkovski tourné en 1966.